# Vigiles pour la paix

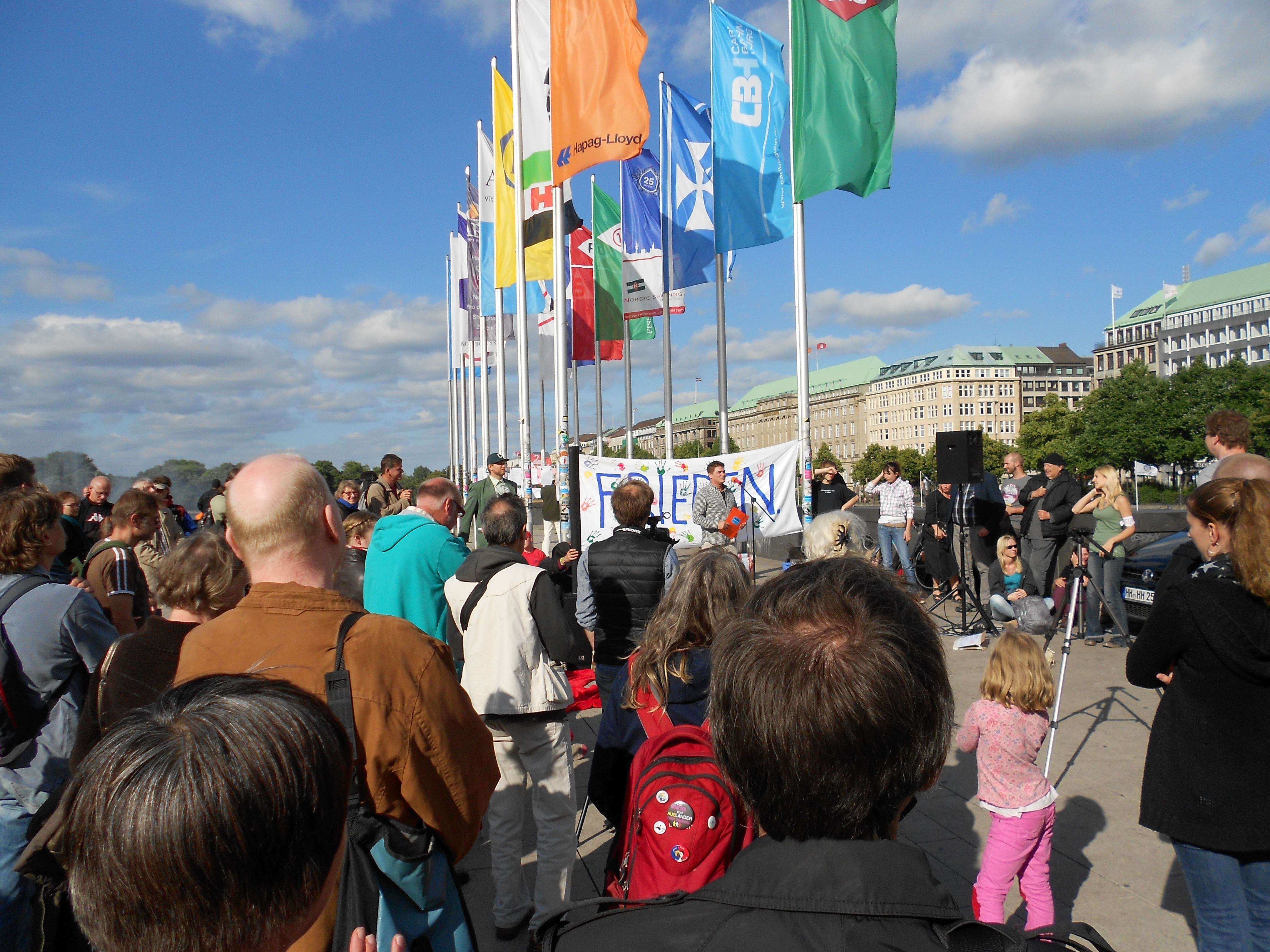
Vigiles pour la paix à Hambourg en juin 2014

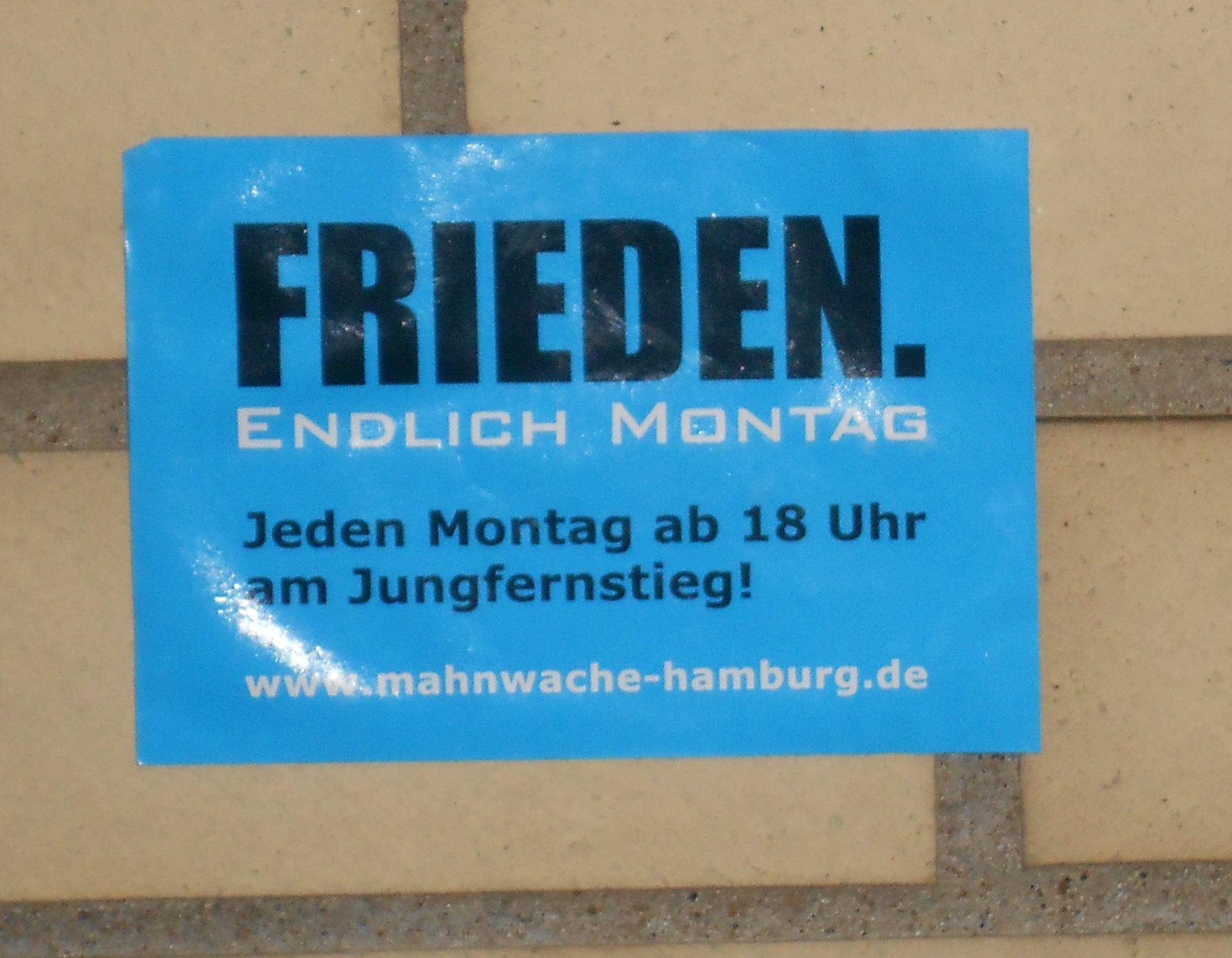
Autocollant appelant à manifester tous les lundis à Hambourg

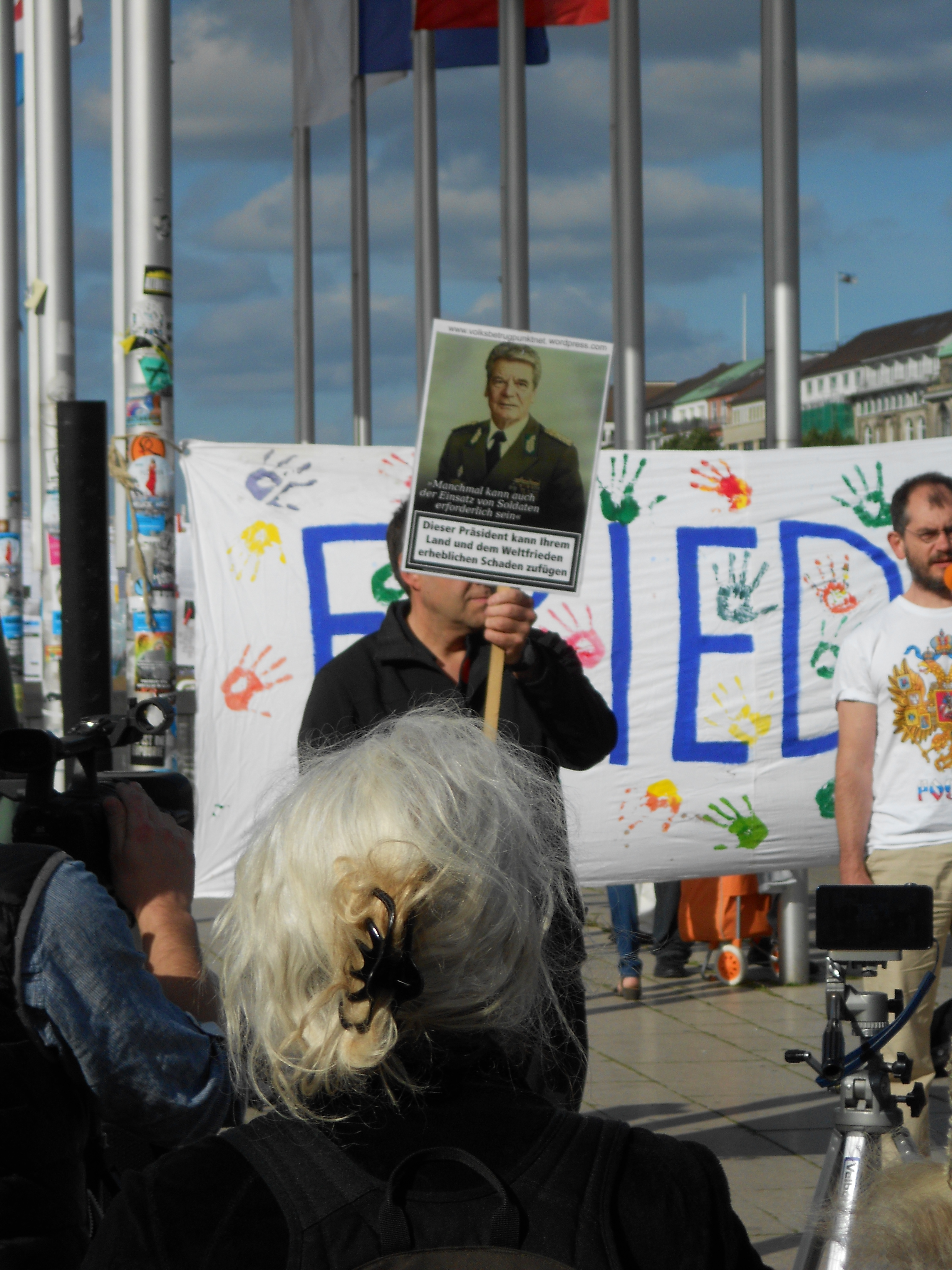
Manifestant brandissant un portrait dénonçant un dirigeant ukrainien en juin 2014

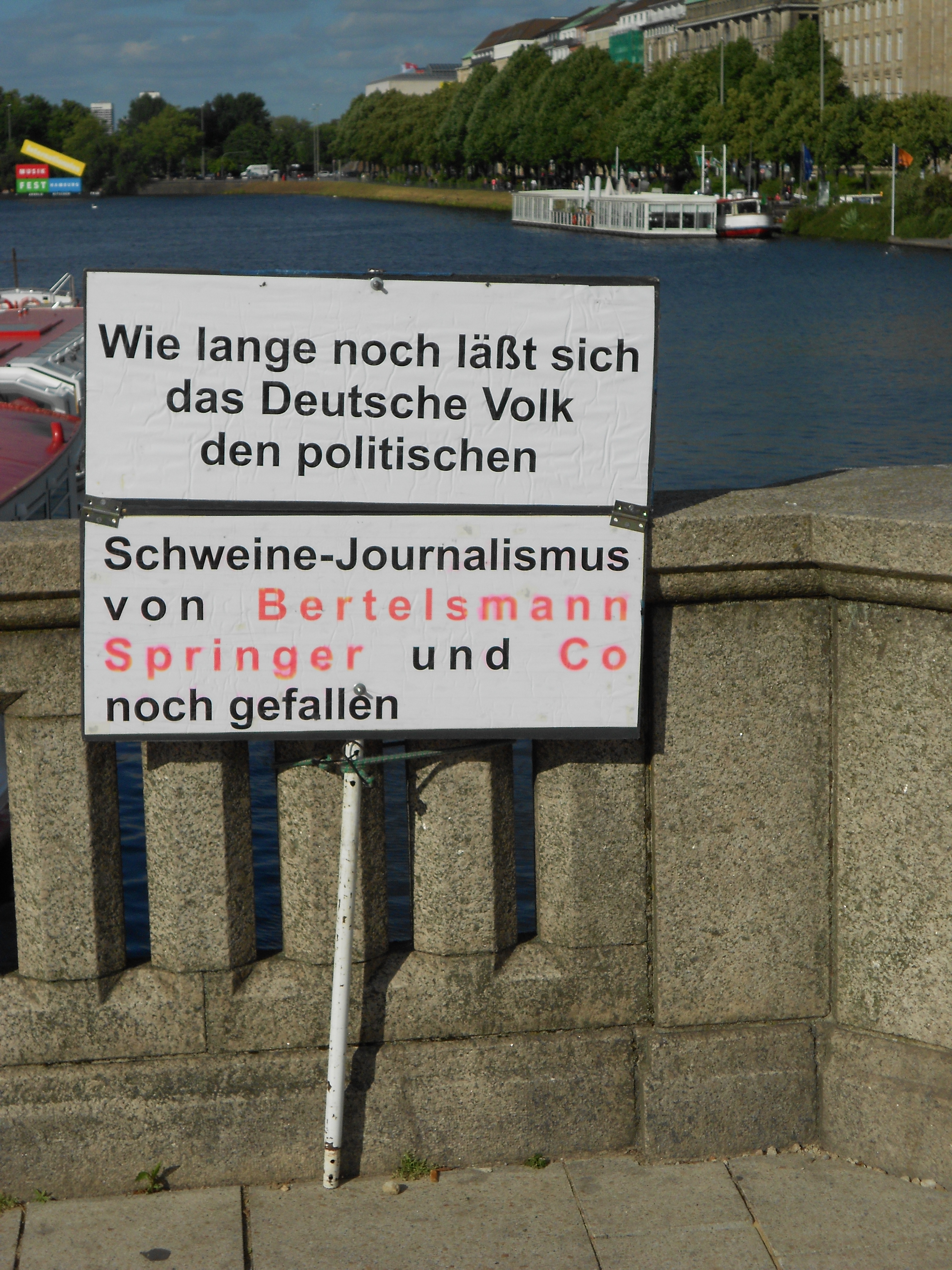
Panneaux critiquant les grands groupes médiatiques allemands comme Bertelsmann et Axel Springer en juin 2014

Les Vigiles pour la paix sont une série de manifestations ayant lieu depuis mars 2014 dans de nombreuses villes d'Allemagne, d'Autriche et de Suisse et ayant lieu tous les lundis, s'inspirant en cela des manifestations du lundi qui ont fait tomber le régime communiste en RDA en 1989. Elles ont commencé en réaction aux menaces de guerre internationale que fait peser la crise ukrainienne de 2013-2014.

## Description
Parmi les organisateurs on compte Ken Jebsen, ancien animateur de télévision.
Les manifestants refusent l'étiquette de droite ou de gauche.
Ils se réclament de l'anti-impérialisme ainsi que du mouvement anti-guerre.
Ils focalisent leurs critiques sur la Réserve Fédérale américaine et ses effets présumés sur la politique mondiale ainsi qu'une menace de Troisième Guerre mondiale à la suite de la crise en Ukraine.

## Soutiens
- Ils ont reçu le soutien de personnalités du parti de gauche radicale Die Linke comme le député Diether Dehm. Par ailleurs Andrej Hunko, Heike Hänsel, Sabine Leidig, et Volker Külow ont argumenté que le soutien à la manif était porteur d'intérêt, toutefois les 25 et 26 mai l'organe officiel du parti s'en distançait[4].
- Jürgen Elsässer[1]
- Le député du NPD Sebastian Schmidtke a été présent lors d'un rassemblement[5]
- Andreas Popp[1]

## Sites officiels
- En Suisse
- En Autriche